# Dichomeris xanthoa
Dichomeris xanthoa is een vlinder uit de familie van de tastermotten (Gelechiidae). De wetenschappelijke naam van de soort is voor het eerst geldig gepubliceerd in 1986 door Hodges.

## Type
- holotype: "male, 19.VI.1983, R.W. Hodges. USNM Genitalia Slide No. 12112"
- instituut: USNM
- typelocatie: "USA, Nebraska, Cherry County, Fort Niobrara National Wildlife Refuge"[3]